# Alberto Rabadá
Alberto Rabadá Sender (Zaragoza, 13 de febrero de 1933 - Eiger, 15 de agosto de 1963) fue un montañero español. Se desempeñó como alpinista durante los 50 y 60.
Comenzó destacando en el montañismo gracias a la primera repetición de la Normal a la Peña Sola de Agüero y con la apertura de la vía normal del Puro, en los Mallos de Riglos, ambas escaladas realizadas junto con Manuel Bescós San Martín y Ángel López "Cintero" en 1953.
Posteriormente, y tras abrir numerosas vías menores, participaría como aperturista en vías de gran dificultad como la Serón-Millán al mallo Pisón (1957), la Norte del Pico del Águila en Candanchú, la Francisco Ramón Abella "Galletas" al mallo Firé (1959) y realizó también importantes primeras repeticiones como la vía Ravier al Tozal del Mallo, en Ordesa o la primera española a la norte de la Torre de Marboré, en el circo de Gavarnie.
En 1959 abre la vía de los Diedros en la Peña don Justo de Riglos, la primera que realiza con Ernesto Navarro como compañero de cordada, abriendo con él varias vías en el Pirineo y Picos de Europa entre las que destacan la apertura de la norte del Puro en 1960, el espolón del Pico Gallinero (Ordesa, Huesca) y el espolón del Firé en los Mallos de Riglos (Las Peñas de Riglos, Huesca), ambas en 1961, la cara oeste del Naranjo de Bulnes (Bulnes, Asturias) en 1962 y la Brujas al Tozal del Mallo en 1963.
También son importantes rutas abiertas por la cordada, la Endrija del Mango del Cuchillo, la Miguel Vidal al Tornillo y la normal del Paredón de los Buitres, en Riglos, la Edil de la Peña del Moro en Mezalocha o la Edil del Aspe.
Su último recorrido fue la cara norte del Eiger junto con Ernesto Navarro en la que murieron por agotamiento y frío el 15 de agosto de 1963, en la zona conocida como "La Araña Blanca".

## Listado de aperturas
1952
- Normal al Tornillo, Mallos de Riglos. 7 de octubre, con M. Bescós y R. Montaner.

1953
- Normal al mallo Capaz, Mallos de Riglos. 15 de febrero, con M. Bescós y Á. López "Cintero".
- Normal del Puro, Mallos de Riglos. 15 de julio, con M. Bescós y Á. López "Cintero".

1954
- Variante directa a la sur del Gómez Laguna, Mallos de Riglos. 19 de marzo, con R. Montaner y F. Orobigt.
- Oeste de la Peña Don Justo, Mallos de Riglos. 19 de septiembre con J.J. Díaz y M. Plaza.

1957
- Edil a la Aguja Roja, Mallos de Riglos. 2 de junio con Á. López "Cintero".
- Edil a la Peña Don Justo, Mallos de Riglos. 9 de junio con J.J. Díaz y J. Vicente "Nanín".
- Serón-Millán al mallo Pisón, Mallos de Riglos. 22 de junio con Á. López "Cintero", R. Montaner y J.J. Díaz.

1958
- Diedro NE a la Grand Aiguille d'Ansabère, Lescun, Francia. 6 de junio con J. Mustienes.
- Cara E del Tridente Norte, Cresta del Diablo, Sallent de Gállego. 8 de septiembre con J.A. Bescós y R. Montaner.

1959
- Francisco Ramón Abella "Galletas" al mallo Firé, Mallos de Riglos. 27 de marzo con R. Montaner.
- Gran diedro del balcón de Cuerviñán, Mezalocha. Con R.Montaner.
- Vía de los Diedros a la Peña Don Justo, Mallos de Riglos. 2 de mayo con E. Navarro.
- Edil a la peña del Moro de Mezalocha. Con E. Navarro
- Espolón este del Tozal del Mallo. 17 de agosto con J.J. Díaz.
- Norte del Pico del Águila, Candanchú. 23 de agosto con J.A. Bescós y R. Montaner.

1960
- Norte del Puro, Mallos de Riglos. 10 de julio con E. Navarro.
- Espolón central de Peña Telera. Con J. Vicente "Nanín"
- Arista de los Murciélagos, Pico del Aspe. 22 de septiembre con M. Ansón, J. Vicente "Nanín" y M. Ansón.

1961
- Endrija del mango del Cuchillo, Mallos de Riglos. 7 de mayo con E. Navarro, J.A. Bescós y R. Montaner.
- Normal del mallo Arcaz, Mallos de Riglos. 26 de mayo con E. Navarro y J. Soriano.
- Espolón noroeste a la Peña Oroel Jaca. 30 de junio con R. Montaner.
- Espolón del pico Gallinero, valle de Ordesa. 17 de agosto con E. Navarro.
- Vía de la Risa a la Peña Don Justo, Mallos de Riglos. 10 de septiembre con E. Navarro y U. Abajo.
- Felix Méndez o Espolón Suroeste del mallo Firé, Mallos de Riglos. 16 de octubre con E. Navarro.

1962
- Edil a la norte del pico del Aspe. 29 de enero con E. Navarro.
- Oeste del Naranjo de Bulnes, Picos de Europa. 21 de agosto con E. Navarro.

1963
- Miguel Vidal al Tornillito, Mallos de Riglos. Con E. Navarro.
- Brujas al Tozal del Mallo, valle de Ordesa. 29 de junio con E. Navarro y J.J. Díaz.

## Homenajes y reconocimientos
Alberto Rabadá ha sido reconocido en el montañismo español, recibiendo como homenaje varias vías con su nombre, como la Alberto Rabadá o "Murciana" abierta por Miguel Ángel García Gallego en el mallo Pisón de Riglos, la Alberto Rabadá en Leiva abierta por Antonio Gómez Bohórquez "Sevi" y Mariano Lozano y algunos picos, como el Pico Rabadá (3.045 m) (junto con el Pico Navarro de 3.043 m.), en la cresta entre la Tuca de Remuñé y el Maupás (Macizo del Perdiguero) o los cerros Rabadá y Navarro en los Andes.
Así mismo, la cordada Rabadá-Navarro tiene un monolito en su recuerdo a la entrada del pueblo de Riglos, un albergue con su nombre en Javalambre, una glorieta en el municipio de Ayerbe y ya está aprobada la iniciativa popular para designar con su nombre a una calle de Zaragoza.
Protagonizaron tres películas de montaña dirigidas por Miguel Vidal, Escalada grabada durante su ascensión al espolón del mallo Firé, La vía soñada grabada durante la apertura de la cara Oeste del Naranjo de Bulnes y Siempre unidos, en la vía Vidal del Tornillito del macizo d'os Fils en Riglos, la que representó la última apertura de la cordada. También el programa Al filo de lo imposible les dedicó un documental dividido en dos capítulos.
Igualmente, se han escrito dos libros recordando a la cordada: Rabadá Navarro. Su vida, su técnica y sus vías actualizadas y Rabadá y Navarro, la cordada imposible.